# Angelo Bianchi
Angelo Bianchi (ur. 19 listopada 1819 w Rzymie, zm. 22 stycznia 1897 tamże) – włoski duchowny rzymskokatolicki, Kardynał.

## Życiorys
Arcybiskup tytularny Myra (1874-1882). Kreowany kardynałem na konsystorzu w 1882. Sekretarz Świętej Kongregacji ds. Biskupów (1879-1879), prefekt Świętej Kongregacji ds. Rytów (1887-1889). Kardynał-biskup Palestriny (1889-1897). Pro-datariusz Jego Świątobliwości i administrator opactwa terytorialnego w Subiaco (1889-1897).